# Północno-zachodni okręg wyborczy w Islandii
Północno-zachodni okręg wyborczy (isl. Norðvesturkjördæmi) – jest jednym z sześciu wielomandatowych okręgów wyborczych Islandii. Jest to najmniejszy okręg wyborczy i ma osiem mandatów w Althing, z czego jeden wyrównawczy. Okręg wyborczy powstał w wyniku połączenia dawnych okręgów Vesturland, Vestfjörður i Norðurland Vestra w 2000 r. w nową strukturę okręgu, z tym wyjątkiem, że Siglufjörður, który kiedyś należał do Norðurland Vestra, obecnie należy do okręgu północno-wschodniego. Pierwsze wybory odbyły się w nowej strukturze okręgów wyborczych w wyborach parlamentarnych w 2003 roku.

## System wyborczy
Norðvesturkjördæmi wybiera obecnie siedmniu spośród 63 członków parlamentu Islandii przy użyciu systemu wyborczego proporcjonalnej reprezentacji z otwartymi listami partyjnymi. Mandaty okręgowe są rozdzielane metodą D'Hondta. Mandaty kompensacyjne (wyrównawcze) są obliczane na podstawie głosów oddanych w skali kraju i są rozdzielane metodą D'Hondta na poziomie okręgów wyborczych. Tylko partie, które osiągną 5% próg wyborczy w skali kraju, konkurują o mandaty kompensacyjne.

## Gminy
W okręgu północno-zachodnim znajdują się następujące 22 gminy: Akraneskaupstaður, Hvalfjarðarsveit, Skorradalshreppur, Borgarbyggð, Eyja- og Miklaholtshreppur, Snæfellsbær, Grundarfjarðarbær, Stykkishólmsbær, Dalabyggð, Reykhólahreppur, Vesturbyggð, Bolungarvíkurkaupstaður, Ísafjarðarbær, Súðavíkurhreppur, Árneshreppur, Kaldrananeshreppur, Strandabyggð, Húnaþing vestra, Húnabyggð, Skagaströnd i Skagafjörður.

## Statystyki wyborcze
| Wybory                                                                           | Liczba wyborców na liście | Zmiana      | Oddane głosy | Frekwencja wyborcza | Głosowanie uzupełniające | Głosowanie uzupełniające | Mandaty | Wyborcy na mandat parlamentarny | Waga[1] |
| Wybory                                                                           | Liczba wyborców na liście | Zmiana      | Oddane głosy | Frekwencja wyborcza | Ilość głosów             | Udział procentowy        | Mandaty | Wyborcy na mandat parlamentarny | Waga[1] |
| -------------------------------------------------------------------------------- | ------------------------- | ----------- | ------------ | ------------------- | ------------------------ | ------------------------ | ------- | ------------------------------- | ------- |
| 2003                                                                             | 21 247                    | nie dotyczy | 18 984       | 89,3%               | 1 690                    | 8,9%                     | 10      | 2 125                           | 158%    |
| 2007                                                                             | 21 126                    | 121         | 18 178       | 86,0%               | 2 735                    | 15,0%                    | 9       | 2 347                           | 150%    |
| 2009                                                                             | 21 293                    | 167         | 18 214       | 85,5%               | 2 450                    | 13,5%                    | 9       | 2 366                           | 153%    |
| 2013                                                                             | 21 318                    | 25          | 17 825       | 83,6%               | 3 145                    | 17,6%                    | 8       | 2 665                           | 142%    |
| 2016                                                                             | 21 481                    | 163         | 17 444       | 81,2%               | 3 149                    | 18,1%                    | 8       | 2 685                           | 146%    |
| 2017                                                                             | 21 521                    | 40          | 17 872       | 83,0%               | 3 483                    | 19,5%                    | 8       | 2 690                           | 147%    |
| 2021                                                                             | 21 548                    | 27          | 17 669       | 82,0%               | 3 763                    | 21,3%                    | 8       | 2 694                           | 150%    |
| 2024                                                                             | 22 348                    | 800         | 18 398       | 82,3%               | -                        | -                        | 7       | 3 193                           | 133%    |
| [1] Waga głosów w tym okręgu wyborczym w porównaniu z wagą głosów w skali kraju. |                           |             |              |                     |                          |                          |         |                                 |         |
| Źródło: Urząd Statystyczny Islandii                                              |                           |             |              |                     |                          |                          |         |                                 |         |